# Epiphragma petalinum
Epiphragma petalinum är en tvåvingeart som beskrevs av Alexander 1947. Epiphragma petalinum ingår i släktet Epiphragma och familjen småharkrankar.
Artens utbredningsområde är Venezuela. Inga underarter finns listade i Catalogue of Life.